# Phaedon fulgida
Phaedon fulgida is een keversoort uit de familie bladkevers (Chrysomelidae). De wetenschappelijke naam van de soort werd in 2003 gepubliceerd door Ge & Wang in Ge, Yang & Cui.